# Avebury

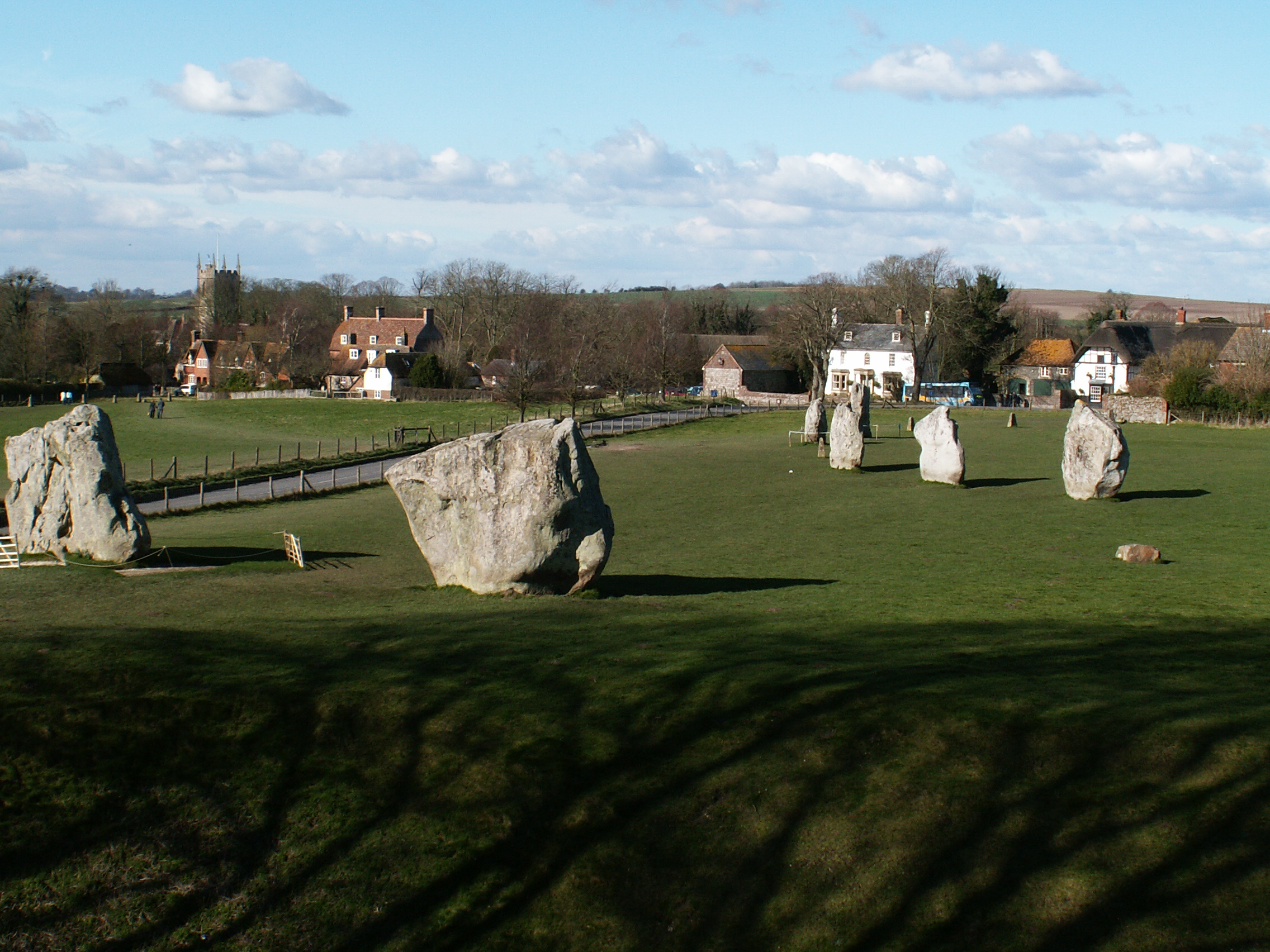
Vista general del círculo central en Avebury.

Avebury es el emplazamiento de un crómlech datado de hace más de 5000 años. Está en el condado inglés de Wiltshire, cerca de la ciudad homónima.

## Características
El conjunto megalítico de Stonehenge, Avebury y sitios relacionados fue proclamado Patrimonio de la Humanidad por la Unesco en 1986.
Es de los mayores monumentos del Neolítico de Europa, más antiguo que el de Stonehenge, localizado unos kilómetros más al sur.
El monumento está compuesto por varios círculos de piedras o menhires. El círculo exterior tiene un diámetro de 335 metros y es el mayor de todos los monumentos prehistóricos encontrados. En origen estaba compuesto por 98 menhires; algunos de ellos pesan más de 40 toneladas. La altura de las piedras va desde los 3,6 a los 4,2 metros. Las pruebas del carbono las han fechado en los años 2800 al 2400 a. C.
Cerca del centro del monumento hay otros dos círculos de menhires, separados entre sí. El círculo del norte mide 98 metros de diámetro aunque solo quedan de pie un par de piedras de las que lo componían. Una cueva realizada con tres piedras se halla en el centro, con su entrada apuntando hacia el noroeste.
El círculo del sur tiene 108 metros de diámetro. Está prácticamente destruido y algunas secciones se encuentran ahora entre los edificios del pueblo. Un menhir de 5,5 metros de alto estaba colocado en el centro junto con un alineamiento de pequeñas piedras que se destruyeron en el siglo XVIII.
Muchos de los menhires originales se destruyeron en el siglo XVI para proveer de material de construcción y facilitar el cultivo de las tierras.

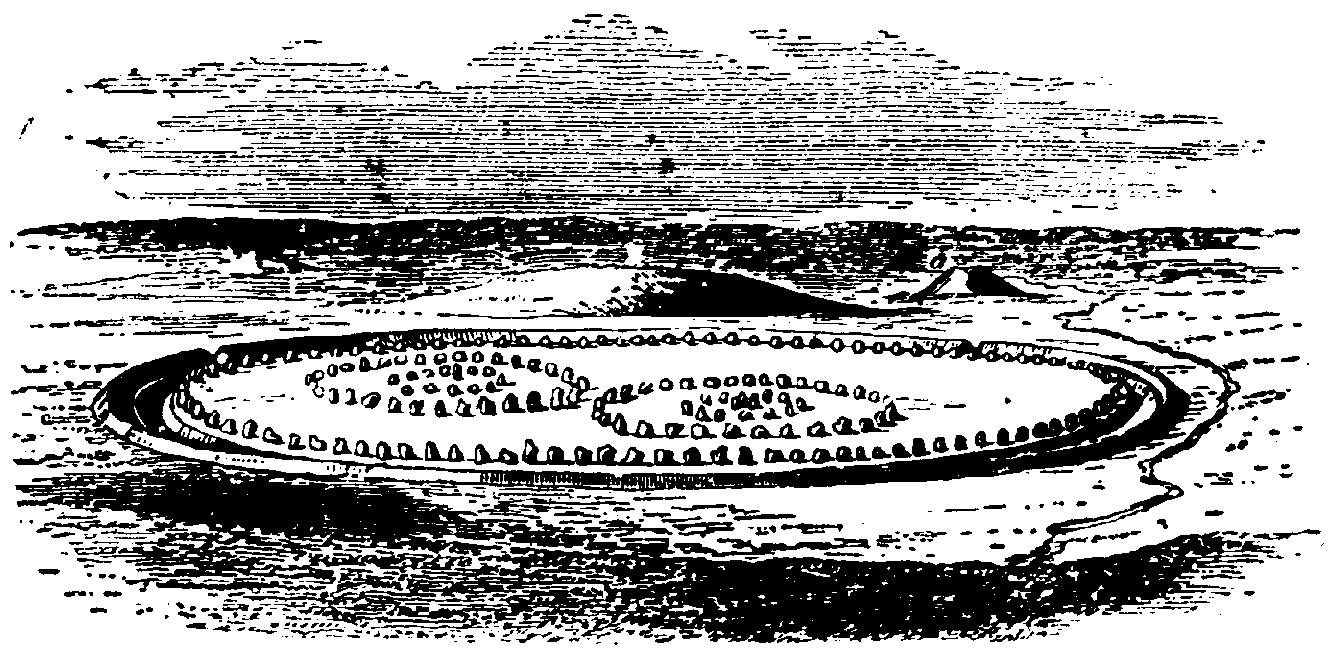
Posible distribución original de las piedras.